# Kremerova cena

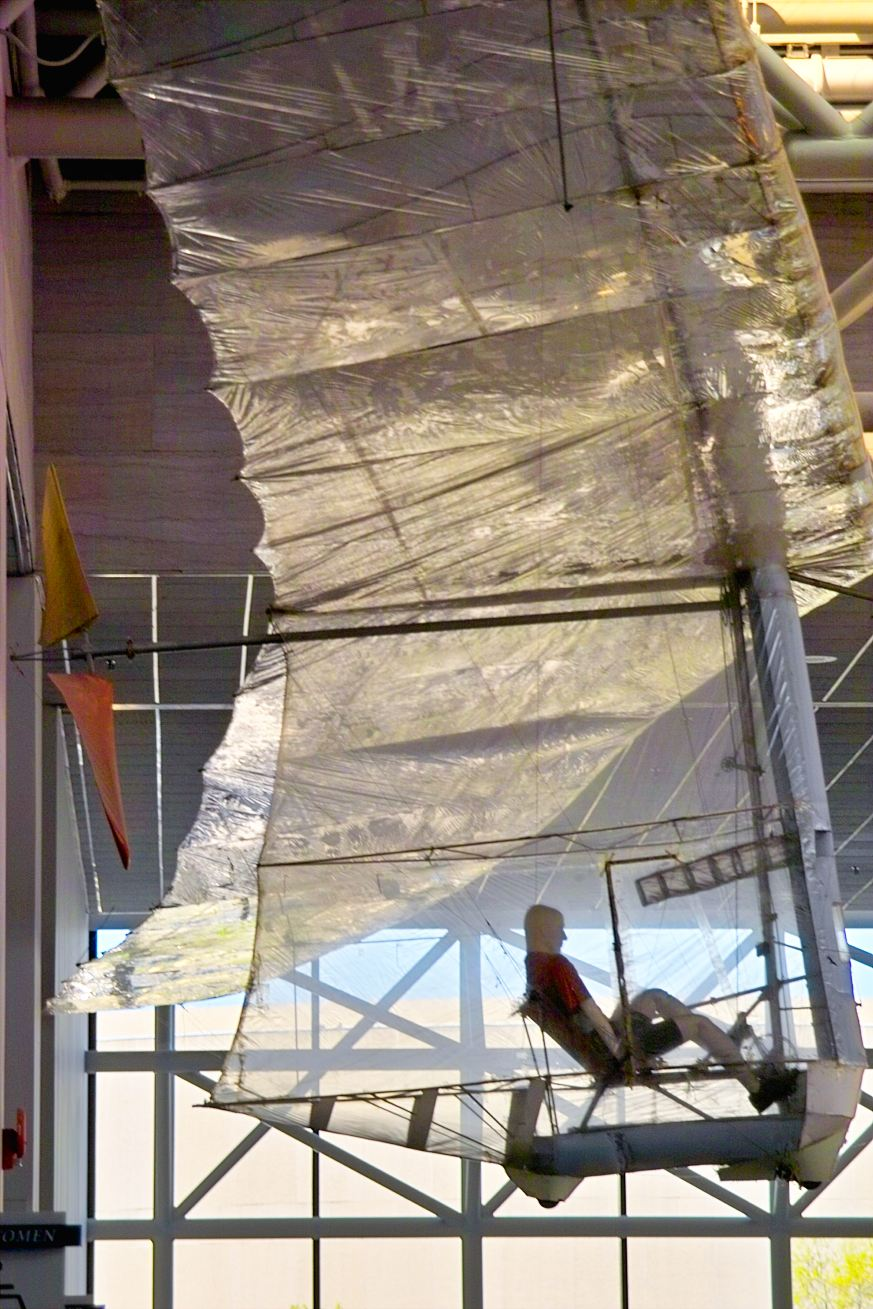
Poprvé Kremerovou cenu získal Gossamer Condor

Kremerova cena je ocenění pro konstruktéry letadel poháněných lidskou silou, kterou od roku 1959 vypisuje britská The Man Powered Aircraft Group of the Royal Aeronautical Society (Skupina pro lidskou silou poháněná letadla při Královské letecké společnosti). Ceny jsou nazvány po britském průmyslníkovi Henry Kremerovi, který tato ocenění finančně podporuje.

## Ceny

### První Kremerova cena
První Kremerova cena (s mezinárodní platností) byla vypsána v roce 1959 pro konstruktéra letadla poháněného pouze lidskou silou, které bude schopno odstartovat, ve výšce minimálně 10 stop (3 metry) obletět trasu ve tvaru osmičky okolo dvou pylonů umístěných 0,5 míle (cca 800 metrů) od sebe, a opět přistát. Původní odměna byla ve výši 5000 £, postupně byla zvyšována až v roce 1973 dosáhla hodnoty 50 000 £.
Tuto odměnu a ocenění získal tým americké společnosti AeroVironment Inc. okolo Paula B. MacCreadyho a Dr. Petera B.S. Lissamana, když dne 23. srpna 1977 absolvoval určenou trasu pilot Bryan Allen s letadlem nazvaným Gossamer Condor (pavučinový kondor). Let se uskutečnil na letišti Shafter v Kalifornii.

### Druhá Kremerova cena
Ještě v roce 1977 byla vypsána nová cena (odměna 100 000 £, opět mezinárodní platnost) a pro její získání nyní bylo potřeba přeletět kanál La Manche z Anglie do Francie. Podmínky splnil jako první opět tým Paula B. MacCreadyho, když kanál La Manche úspěšně přeletěl Bryan Allen dne 12. června 1979 na letadle nazvaném Gossamer Albatross. Ten trať 35,8 km zvládl ve výšce 1,5 metru nad hladinou za 2 hodiny a 49 minut. Během letu dosáhl maximální rychlosti 28,96 km/h.

### Třetí Kremerova cena
Další cena byla vypsána v roce 1979 (odměna 10 000 £) a podmínky pro její získání byly stejné jako u první ceny. Nyní ovšem bylo omezení, že vítězem se může stát jen neamerický občan/tým. Toto ocenění získal 19. června 1984 profesor Gunter Rochelt z Německa s letounu Musculair I, který pilotoval jeho 17letý syn Holger.

### Čtvrtá Kremerova cena
Tato cena z roku 1983 je udělována při zvýšení světového rekordu v rychlosti letu lidskou silou poháněného letadla. Odměna ve výši 100 000 £ je rozdělena tak, že 20 000 £ získal první, kdo uletěl vzdálenost 1500 metrů v době kratší než tři minuty, a 5000 £ poté získá každý, kdo předcházející rekord překoná alespoň o 5 % jeho hodnoty. 
- první cenu získal 11. května 1984 pilot Frank Scarabino na letounu MIT Monarch
- druhou cenu získal 18. června 1984 pilot Parker Accrued na letounu Bionic Bat (konstruktér Paul B. MacCready, letoun byl poháněn elektromotorem, který šlapáním nabil pilot ještě před vzletem)
- třetí cenu získal 21. srpna 1984 Holger Rochelt s Musculair I
- čtvrtou cenu získal 2. prosince 1984 Bryan Allen s Bionic Bat
- pátou cenu získal 2. října 1985 Holger Rochelt s Musculair II - toto je současný světový rekord: 44,32 km/h

### Pátá  Kremerova cena
Cena "The Kremer International Marathon Competition" s odměnou 50 000 £ nebyla dosud udělena. Pro její získání je nutno v čase pod 1 hodinu ulétnou trasu uvedenou v pravidlech (létá se určená sestava mezi pylony vzdálenými od sebe 4051 metrů), jejíž celková délka odpovídá přibližně délce maratonu (42,195 km).

### Šestá  Kremerova cena
Cena "The Kremer International Sporting Aircraft Competition" s odměnou 100 000 £ také nebyla dosud udělena. Pro její získání je nutno postavit sériově vyrábitelné letadlo poháněné lidskou silou, které lze použít v povětrnostních podmínkách běžných pro Velkou Británii.